# Рутан, Бёрт
Элберт Лиандер «Берт» Ру́тан (англ. Elbert Leander «Burt» Rutan; род. 17 июня 1943 года, Эстакейда, штат Орегон, США) — американский аэрокосмический конструктор. Его часто отмечают за оригинальность в проектировании лёгких, мощных, необычно выглядящих, энергетически высокоэффективных летательных аппаратов и называют «вторым подлинным новатором» в области технологий аэрокосмических материалов. 
Наиболее известны его «покоритель рекордов» Voyager, ставший первым самолётом, облетевшим весь мир без посадки и дозаправки, и суборбитальный космоплан SpaceShipOne, выигравший приз Ansari X-Prize в 2004 году, став первым из частных космических проектов, стартовавших в космос дважды в течение двух недель.

## Биография
Берт Рутан родился в 1943 году в Эстакейде, штат Орегон, в 30 милях к юго-востоку от Портленда, и вырос в Динубе, Калифорния. В раннем возрасте он проявлял интерес к проектированию самолетов. К восьми годам он проектировал и строил авиамодели. Его первый самостоятельный полет на самолете состоялся на чемпионате Aeronca в 1959 году. В 1965 году он окончил Калифорнийский политехнический государственный университет со степенью бакалавра авиационной техники. 
С 1965 по 1972 год Рутан был инженером по гражданским летным испытаниям для ВВС США на базе ВВС Эдвардс, работая над девятью проектами, включая транспортный LTV XC-142 VSTOL и летные испытания истребителя McDonnell Douglas F-4 Phantom. В 1972 он ушел, чтобы стать директором по развитию самолета BD-5 компании Bede Aircraft в Ньютоне, штат Канзас, и занимал эту должность до 1974 года. 
В июне 1974 года Рутан вернулся в Калифорнию, чтобы основать собственную авиастроительную компанию. В этом бизнесе он спроектировал и разработал прототипы нескольких самолетов, в основном предназначенных для строителей-любителей. Его первым проектом, реализованным еще в компании Bede, был VariViggen, двухместный однодвигательный самолет с конфигурацией «утка». Утка стала характерной чертой многих проектов Рутана. 
В апреле 1982 года Рутан основал компанию Scaled Composites, LLC, которая стала одним из ведущих мировых авиастроительных предприятий. Штаб-квартира Scaled Composites находится в Мохаве, Калифорния. В том же году Beechcraft заключила контракт с Rutan's Scaled Composites на доработку дизайна и создание прототипа административного самолета Beechcraft Starship. 
В 1987 году Рутан получил премию « Golden Plate Award » Американской академии достижений. В 1988 году он был введен в Международный зал славы авиации и космонавтики в Музее авиации и космонавтики Сан-Диего, а в 1995 году — в Национальный зал славы авиации в Национальном музее ВВС США в Дейтоне, штат Огайо. Рутан был избран членом Национальной инженерной академии в 1989 году за руководство проектированием, проектированием, строительством и испытаниями серии самолетов, включая «Вояджер». В 2004 году, после полета SpaceShipOne, он был внесен в список «100 самых влиятельных людей мира» по версии журнала Time и «Предприниматель года» по версии журнала Inc. В 2005 году он получил премию NAS в области авиационной техники от Национальной академии наук. 
В 2007 году Northrop Grumman стала единственным владельцем Scaled Composites Rutan.  
Он ушел из Scaled Composites в апреле 2011 года. В том же году он получил медаль Даниэля Гуггенхайма и стал живой легендой авиации, получив премию Боба Гувера от воздушной академии Kiddie Hawk. В 2012 году Рутан выступил перед Советом по мировым делам на тему «Инновации и космическая гонка». Журнал Flying поместил его на 18-е место в списке «51 герой авиации» за 2013 год. Рутан также был удостоен престижного Мемориального трофея братьев Райт в 2015 году. В 2021 году он получил свою вторую награду имени Боба Гувера в номинации AOPA's R.A. “Bob” Hoover Trophy, вручаемый «людям в отрасли, которые в течение своей карьеры внесли большой вклад в развитие авиации общего назначения».

## Проекты авиационных и космических аппаратов

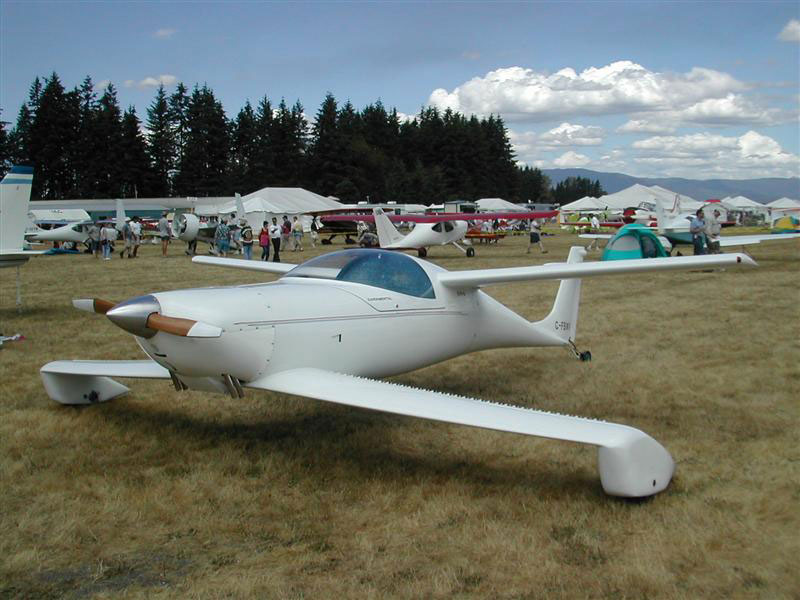
«Квики» Берта Рутана

- VariViggen и VariViggen SP
- VariEze и Long-EZ
- Ames AD-1
- Defiant
- Quickie
- Amsoil Biplane Racer
- Grizzly
- Fairchild NGT Demonstrator
- Voyager
- Solitaire
- Catbird
- Lotus Microlight
- Beech Starship POC
- Predator
- ATTT
- Triumph
- CM-44
- ARES
- Pond Racer
- Boomerang
- Proteus
- GlobalFlyer

### Космические корабли

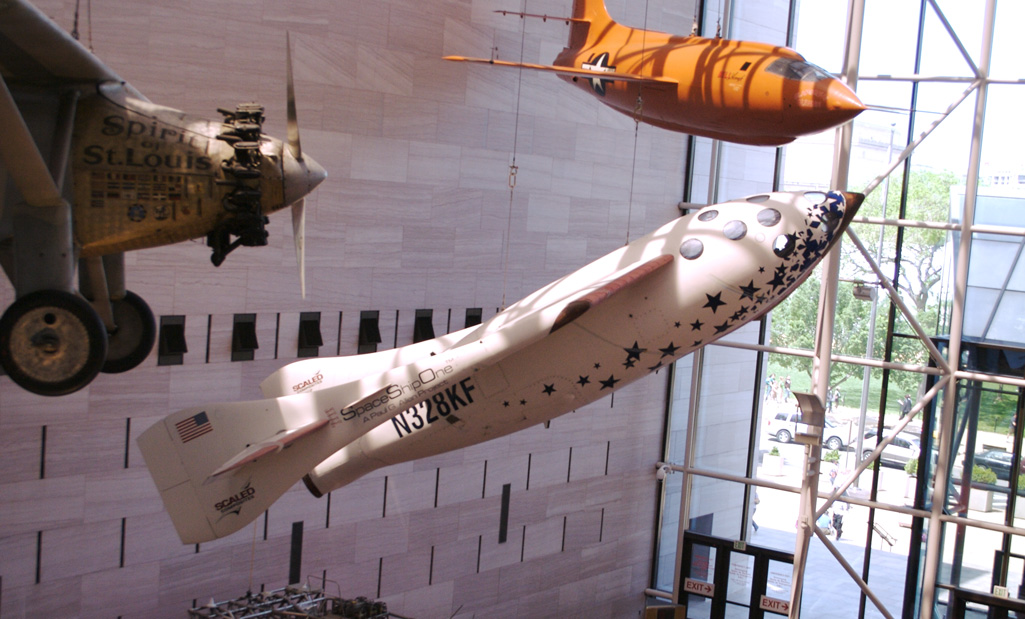
Национальный аэрокосмический музей (Вашингтон) (:en) — космоплан SpaceShipOne

- SpaceShipOne
- SpaceShipTwo

## Награды
(по алфавиту с указанием года)
- Aviation Week & Space Technology «Laural Legend» award (2002)
- Aviation Week & Space Technology Hall of Fame (2002)
- Aviation Week & Space Technology Current Achievement Award (2005)
- Chrysler Design Award (1997)
- Collier Trophy for ingenious design and development of the Voyager and skillful execution of the first non-stop, non-refueled flight around the world (1987) and for designing and launching the first commercial manned launch vehicle SpaceShipOne (2004)
- Design News Engineer of the Year (1988)
- EAA Outstanding New Design (1975, 1976 and 1978)
- EAA Freedom of Flight Award, (1996)
- EAA Homebuilders Hall of Fame, (1998)
- Engineers Council Clarence L. «Kelly» Johnson «Skunk works» award (2000)
- Grand Medal of the Aero Club of France (1987)
- International Aerospace Hall of Fame (1988)
- SETP James H. Doolittle Award (1987 and 2004)
- Lindbergh Foundation, Lindbergh Award (2000)
- National Aviation Hall of Fame (1995)
- National Medal of the Aero Club of France (1987)
- Президентская гражданская медаль США[англ.] presented by Ronald Reagan (December 29, 1986)
- Professional Pilot Magazine, Designer of the Year, (1999)
- Royal Aeronautical Society, British Gold Medal for Aeronautics (1987)
- SAMPE George Lubin Award, (1995)
- Scientific American Business Leader in Aerospace (2003)
- Time Magazine «100 Most Influential People of the World» (April 18, 2005)
- Western Reserve Aviation Hall of Fame, Meritorious Service Award (1988)
- Robert A. Heinlein Award (2008)
- Медаль Эдварда Лонгстрета (1988)